# Грийн (окръг, Вирджиния)
Вижте пояснителната страница за други населени места с името Грийн.
Окръг Грийн (на английски: Greene County) е окръг в щата Вирджиния, Съединени американски щати. Площта му е 407 km², а населението - 15 244 души (2000). Административен център е град Станърдсвил.